# 馬麗茲
馬麗茲(Ma Li Zi,Amy, 1985年1月30日—)，山東青岛人。祖籍印度尼西亞華人。興趣愛好為古箏，書法，舞蹈，影視表演。2008年參加亞洲小姐競選中國內地賽區奪得季軍以及最佳身材獎而爲人所熟悉。目前在中國大陸發展。

## 主要作品

### 電視劇
- CCTV-6膠片電影《東江特遣隊》飾 女二號 麗麗
- 電視劇《海上傳奇》飾 女一號 顧四爺（李明啟）青年
- 台灣偶像劇《想飛》飾 李惠
- 央視情景大戲《候機大廳》飾 美麗
- 電視電影《飄紅的愛》飾 女一號 彤彤

### 廣告
- 上海百粵灣飲食集團形象代言人
- 上海國飛羊絨衫
- 法國闊佬皮衣
- 韓國金麗莎女裝
- 元順膠囊
- 腸輕鬆茶
- 新銳/時尚芭莎平面模特
- 天獅SPA精油
- “美波金水”豐胸水
- 南方啤酒

## 獲獎情況
- 2002年 全國大中院校古箏演奏一等獎
- 2003年 環球汽車小姐（中國）冠軍
- 2005年 第6屆“黃金搭檔杯”CCTV電視模特大賽十佳
- 2006年 張國立大型選秀“第一次心動”北京女4強
- 2006年 擔任青島電視台旅遊節目外景主持
- 2007年 曲美“星女郎”代言人
- 2007年 天娛傳媒“Kisscat超級蜜秘”紅粉領袖
- 2008年 亞洲小姐競選總决賽 最佳才藝獎 冠軍
- 2008年 亞洲小姐競選中國內地賽區 季軍
- 2008年 亞洲小姐競選中國內地賽區 最佳身材獎